# Burgstall Etzburg
Der Burgstall Etzburg ist eine abgegangene mittelalterliche Spornburg bei 301 m ü. NHN auf einer kleinen Bergnase des Etzberges zwischen Güntersleben und Thüngersheim im Landkreis Würzburg in Bayern.

## Geschichte
Vermutlich wurde die Burg um 1270 durch die Herren von Ravensburg, ein Würzburger Ministerialengeschlecht, erbaut und um 1310 auf Weisung des Würzburger Bischofs geschleift.
Von der ehemaligen Burganlage, mit rundem Bergfried mit einem Durchmesser von 12 Metern in der nördlichen Ecke, sind noch Fundamente, geringe Mauerreste und Wallreste erhalten. Der Halsgraben an der zum Hang abgewandten Seite ist noch gut sichtbar.
Die Burgstelle kann wie folgt erreicht werden: Auf der B 27 von Würzburg Richtung Karlstadt, dann erste Abfahrt nach Thüngersheim, hier weiter die Straße Richtung Güntersleben fahren, die Fahrt geht den Berg hoch durch den Wald bis zu einem Parkplatz für Wanderer. Von hier aus die Straße überqueren und den Waldweg etwa 1 Kilometer folgen bis zur Lichtung der Etzburg.